# 이재설
이재설(李載卨, 1932년 8월 27일 ~ 1983년 1월10일)은 대한민국의 공무원, 외교관이다. 본관은 전주이다. 서울 출신.
재무부 장관 송인상의 비서관이 되고, 1959년 사무관에 임용되어 이후 재무부에서 근무하다 1969년 재무부 재정차관보, 재무부, 1970년 건설부 차관과 1972년 ~ 1974년 경제기획원 차관, 1978년 체신부장관, 1979년부터 1980년 농수산부장관 등을 역임했다. 외교관 경력으로는 주인도네시아 대사와 인도네시아 대사 재직 중 파푸아뉴기니 대사를 겸직했다. 1980년 5월 내각 총사퇴로 물러났다. 퇴직 후에는 88 서울 올림픽 준비위원회 산하 오륜지원재단 이사장, 준비위원회 사업지원단장 등을 맡아보았다.

## 생애
서울특별시 출신으로 선조의 왕자이며 인빈 김씨 소생 신성군 후의 후손이다. 1951년 경기중학교를 졸업하고 서울대학교 의과대학에 진학했다. 1954년 서울대 의과대를 수료하고 도미, 1956년 미국 미주리대학 캔자스시티교를 졸업했다. 바로 미국 펜실베니아대학교 대학원 경제학과에 진학했으며, 1957년 미국 펜실베니아대학교 대학원 경제학과를 수료했다.
1958년 부흥부 산업개발위원회 상이부문보좌위원에 위촉되었다. 1959년 잠시 재무부 장관 송인상의 비서관으로 근무했다. 1959년 7월 3일 사무관에 임용되어 재무부 세제과에 근무, 1960년 재무부 이재국 이재과에 보임되었다. 1961년 재무부 이재국 외환과 외환계장, 그해 재무부 이재국 외환과장이 되었다. 1963년 2월 5일 열린 한일회담에 한국측 대표단의 전문위원 중 한 사람이었다. 1965년 재무부 외환국장을 역임했다. 1965년 11월 29일부터 12월 2일까지 필리핀 마닐라에서 개최된 아주개발은행 설립을 위한 전권대표자회의에 김세련 한국은행 총재를 수행하여 다녀왔다.
1967년 재무부 재정차관보로 승진, 1969년 8월 재무부 차관이 되고, 그해 9월 미국 워싱턴 D.C에서 열린 IMF·IBRD연차총회의 대한민국 대표단원의 1명으로 참석하고 귀국했다. 1970년 10월 건설부 차관이 되고 1972년 IMF 총회에 다녀왔다. 1972년 1월 경제기획원 차관을 역임하고 1974년 2월 퇴직했다.
1974년 3월 주인도네시아 대한민국 대사관 대사로 임명, 파견되고 1976년부터는 주인니 대한민국 대사로 파푸아뉴기니대사관 대한민국 대사직을 겸임했다. 1978년 12월 체신부 장관, 1979년 12월 농수산부 장관이 되었다. 1980년 5월 21일 내각 총사퇴 때 농수산부 장관을 사직, 1981년 잠시 지병으로 병원에 입원했다가 퇴원했다.
1982년 1월 서울올림픽 조직위원회(SLOOC)에서 올림픽준비 및 개최에 대한 제반사업을 총괄할 오륜지원재단을 설치하자, 오륜지원재단 이사장에 추천되었다가 바로 임명됐다. 그해 3월 10일 서울올림픽 조직위원회 사업지원단장에 임명됐으나 한달 만인 4월 20일 의원면직하였다. 1983년 1월 10일 서울 종로구 서울대학교 병원에서 간경화증으로 사망했다. 바로 천주교 혜화동 성당에서 발인 후 경기도 남양주군 선산에 안장되었다.
묘소는 경기도 남양주시에 있다.

## 수상 경력
- 녹조소성훈장
- 황조근정훈장
- 인도네시아 1등 수교훈장

## 가족 관계
- 부인 : 김수은(金水殷, 1932년 ~ )
  - 2남
  - 1녀

## 기타
술을 잘 못하지만 브리핑과 골프를 잘 했다 한다.
그는 비(非) 고시 출신 관료였다. 취미는 골프이다.